# Người Mỹ Latinh da trắng
Người Mỹ Latinh da trắng hoặc người Mỹ Latinh gốc Âu la sắc tộc ở Mỹ Latinh da trắng hoặc chủ yếu là người da trắng ở Mỹ Latinh, có ngoại hình rõ rệt và xuất thân từ thực dân châu Âu cuối thế kỷ XV - đầu thế kỷ XXI. Theo truyền thống, họ chiếm giai đoạn cao nhất trong hệ thống phân cấp chủng tộc và xã hội của Mỹ Latinh, mặc dù là kết quả của quá trình giao thoa hàng loạt giữa các nhóm chủng tộc ở Mỹ Latinh, không giống như Hoa Kỳ phác thảo mờ. Có sự gia tăng chủng tộc và văn hóa của các nhóm dân cư khác nhau, sự thâm nhập tích cực của họ. Nhìn chung, người gốc Tây Ban Nha da trắng chiếm, theo các ước tính khác nhau, khoảng 30 đến 40% dân số của tất cả các nước Mỹ Latinh vào đầu thế kỷ XXI, nghĩa là khoảng 190-200 triệu người, ví dụ, ít hơn đáng kể so với tỷ lệ người da trắng trong dân số Hoa Kỳ (70%) và Canada (86%). Tuy nhiên, có sự khác biệt đáng kể về tỷ lệ người da trắng từ một quốc gia Mỹ Latinh sang một quốc gia khác. Nhìn chung, chỉ có ba quốc gia Mỹ Latinh chủ yếu là người da trắng là: Argentina, Costa Rica và Uruguay. Ở các quốc gia khác, bao gồm Brasil, người da trắng chiếm chưa đến một nửa tổng dân số; chủng tộc hỗn hợp và chuyển tiếp chiếm ưu thế.